# Metapenaeopsis provocatoria
Metapenaeopsis provocatoria är en kräftdjursart som beskrevs av Racek och Dall 1965. Metapenaeopsis provocatoria ingår i släktet Metapenaeopsis och familjen Penaeidae.

## Underarter
Arten delas in i följande underarter:
- M. p. longirostris
- M. p. provocatoria